# Baia (stolica tytularna)
Baia (łac. Diocesis Baianensis) – stolica historycznej diecezji w Cesarstwie rzymskim w prowincji Numidia zlikwidowana w VII w. podczas ekspansji islamskiej, współcześnie w północnej Algierii. Obecnie katolickie biskupstwo tytularne. 

## Biskupi tytularni
| Lp. | Biskup              | Funkcja                             | Od                   | Do                |
| --- | ------------------- | ----------------------------------- | -------------------- | ----------------- |
| 1   | Anthony Victor Hälg | opat Ndanda (Tanzania)              | 13 stycznia 1949     | 29 listopada 1975 |
| 2   | László Tóth         | biskup pomocniczy Veszprém (Węgry)  | 2 kwietnia 1976      | 6 lipca 1997      |
| 3   | Adriano Langa       | biskup pomocniczy Maputo (Mozambik) | 24 października 1997 | 1 kwietnia 2005   |
| 4   | Denis Madden        | biskup pomocniczy Baltimore (USA)   | 10 maja 2005         |                   |